# Max Schmeling
Maximillian Adolph Otto Siegfried Schmeling (28. september 1905 – 2. februar 2005) var en tysk bokser, der var sværvægtsverdensmester mellem 1930 og 1932. Hans to titelkampe mod Joe Louis sidst i 1930'erne var mere end blot boksekampe, de havde hele verdens opmærksomhed pga. deres politiske og nationale associationer.
På trods af hans tilsyneladende tætte forbindelser til det tyske naziregime blev det længe efter 2. verdenskrig afsløret, at Schmeling havde risikeret sit eget liv for at redde to jødiske børn i 1938. Selvom Schmeling aldrig aktivt støttede nazisterne, samarbejdede han alligevel med regimet, som brugte ham i 1930'erne til at nedtone den negative holdning til Tyskland i det internationale samfund.
Under krigen gjorde Schmeling tjeneste i Luftwaffe som faldskærmssoldat, hvor han blev såret på Kreta.

## Biografi

### Tidlige år og Jack Sharkey
Schmeling blev født i Klein Luckow i Pommern. Han debuterede som professionel bokser i 1924, i 1925 mødte han bl.a. den daværende verdensmester Jack Dempsey over to runder i Köln. Han opbyggede en rekordliste på 42 sejre, 4 nederlag og 3 uafgjorte, før han mødte Jack Sharkey i en titelkamp om det ledige verdensmesterskab i sværvægt i 1930.
I 4. runde af kampen mellem ham og Sharky blev Schmeling ramt så hårdt, at han ikke kunne fortsætte kampen. Schmeling vandt alligevel kampen og titlen som verdensmester pga. en diskvalifikation af Sharky. Det var første og eneste gang et verdensmesterskab i boksning er blevet vundet på denne måde.
I 1931 forsvarede han sin titel i en knockoutsejr mod Young Stribling efter 15 runder i Cleveland, og i 1932 mødtes han og Sharkey for en revanche. Efter 15 runder blev Sharkey erklæret som vinder på point, og Schmeling tabte derved sin titel. Denne afgørelse var meget kontroversiel, idet der ikke var enighed blandt dommerne, og Schmelings manager Joe Jacobs råbte derfor de senere berømte ord "We was robbed!" i protest. Trods mange anstrengelser lykkedes det aldrig at arrangere en tredje kamp mellem de to.
To måneder efter sit nederlag slog Schmeling Mickey Walker ud, og han viste derved, at han stadig var verdens bedste sværvægtsbokser. Dette ændrede sig i 1933, da han tabte på T.K.O. mod den senere mester Max Baer.

### Joe Louis
I 1936 var situationen i Tyskland forandret siden begyndelsen af 1930’erne, og landets nye regime kunne bruge ham i propagandaøjemed. Schmeling rejste til New York for at møde den fremstormende afroamerikanske bokser Joe Louis, der var ubesejret og blev anset for at være uovervindelig. Efter sin ankomst påstod Schmeling, at han havde afluret en svaghed i Louis' boksestil, han havde nemlig observeret måden, hvorpå Louis sænkede sin parade efter at have afleveret et slag. Alligevel overraskede Schmeling bokseverdenen ved at tildele Louis hans første nederlag. Han slog ham knockout i 12. runde, efter han havde haft ham i gulvet i 4. Schmeling vendte derpå tilbage til Tyskland i luftskibet Hindenburg  og blev modtaget som helt ved Olympiaden i Berlin.
Louis og hans overvejede afroamerikanske fans var stærkt mærkede af hans nederlag, mens Schmeling selv, efter at Louis havde vundet verdensmesterskabet i 1937, sagde, at han ikke anså sig selv som en sand mester, førend han havde besejret Louis i en revanchematch.[kilde mangler]
Revanchen fandt sted på Yankee Stadium den 22. juni 1938 med Louis som titelforsvarer. På dette tidspunkt var det åbenlyst, at en krig lurede i horisonten, og kampen blev verden over opfattet som en symbolsk kamp mellem to modsætninger. I den amerikanske presse blev Schmeling før kampen fremstillet som en nazikriger, mens Louis var en forkæmper for de amerikanske idealer.
Kampen blev radiotransmitteret over hele USA og Europa og bliver anset for at være den mest aflyttede reportage nogensinde.
Det er blevet hævdet, at Joseph Goebbels efter at Louis havde haft Schmeling i gulvet i første runde, beordrede transmissionen i Tyskland afbrudt. Det tyske sportsjournalist Roy Kammerer beretter dog, at kampen blev fulgt slag for slag af hele den tyske befolkning, og at den fik en varig betydning for alle, som hørte den.
Louis forsvarede derved sin titel med en T.K.O. efter i alt 124 sekunder i 1. runde. Hitler anså dette nederlag som en national ydmygelse for hele landet.
Schmeling blev efter kampen opfattet som nazist af mange bokseentusiaster. Dette er dog ikke helt sandt. Han havde villigt ladet sig udnytte af det tyske propagandaapparat op til kampen, men han blev efter sit ydmygende nederlag til en sort mand meget upopulær i den tyske befolkning. Derfor blev han heller ikke længere brugt til propagandaformål, hvilket han selv følte som en lettelse. I 1928 havde han hyret Joe Jacobs som sin manager. Han var jøde, og Schmeling brugte siden dette som argument mod beskyldningerne mod ham som nazisympatisør.
I 1938, under Krystalnatten, løb Schmeling en stor risiko, da han skjulte to teenagesønner af en jødisk ven i sit hotelværelse i Berlin og beskyttede dem derved mod SS og Gestapo med stor fare for sig selv. De to drenge, Heinrich og Werner Lewin, blev siden smuglet ud af Tyskland, ligeledes ved Schmelings hjælp.
Et år efter nederlaget til Louis vendte Schmeling tilbage og vandt europamesterskabet i sværvægt.
Da 2. verdenskrig brød ud i 1939, blev Schmeling hvervet af Luftwaffe og gjorde tjeneste som elitefaldskærmssoldat (Fallschirmjäger). Efter krigens afslutning blev han kortvarigt interneret, mens han stadig var ved at komme sig over de sår, han havde pådraget sig tidligere i krigen. Senere besøgte han ofte de amerikanske soldater udstationeret i Tyskland.

### Pensionering og forretning
De første år efter krigen var for Schmeling i lighed med mange andre tyskere økonomisk vanskelige, men en direktør i Coca-Cola, som tidligere havde været boksekommissær, tilbød ham rettighederne til firmaets salg i Tyskland. Dette gjorde ham til en velhavende mand og samtidig en af Tysklands mest respekterede filantroper. Ved sin død ejede han stadig en part i Coca-Cola Tyskland.
Schmeling stoppede sin boksekarriere i 1948, og i 1954 mødte han atter Joe Louis i forbindelse med et TV-show. Dette møde gjorde dem til venner og de mødtes 12 gange siden hen. Han betalte også til den økonomisk dårligt stillede Louis’ medecinregninger og deltog ved Louis´ begravelse i 1981.

## Titler
- Tysk letsværvægtsmester 1926 – 1928
- Europæisk letsværvægtsmester 1927 – 1928
- Tysk sværvægtsmester 1928
- Sværvægtsverdensmester 1930 – 1932
- Europæisk letsværvægtsmester 1939 – 1943